# Michel Tournier
Michel Tournier (født 19. december 1924, død 18. januar 2016) var en fransk forfatter.

## Udvalgt bibliografi

### Romaner
- Le Roi des aulnes (1970, Goncourtprisen)
- Les Météores (1975)
- Vendredi ou la Vie sauvage (1977)
- Gaspard, Melchior et Balthazar (1980)
- Gilles et Jeanne (1983)
- La Goutte d'or (1986)

### Noveller
- Le Coq de bruyère (1978)

### Essays
- Le Vent Paraclet (1977)
- Le Vol du vampire (1981)

1. ↑  Navnet er anført på engelsk og stammer fra Wikidata hvor navnet endnu ikke findes på dansk.
2. ↑  Navnet er anført på engelsk og stammer fra Wikidata hvor navnet endnu ikke findes på dansk.